# 阿瑟·温特
阿瑟·斯坦利·温特 OD MBE（英語：Arthur Stanley Wint，1920年5月25日—1992年10月19日），牙买加男子田径运动员。他是牙买加第一位奥运会冠军，曾在1948年夏季奥运会田径比赛中获得男子400米金牌，在1952年夏季奥运会上获得4×400米接力金牌。